# 高保真
高傳真（英語：high fidelity，簡稱），是家庭音响愛好者使用的术语，总体上要求音响系统在额定输出功率下具有足够高的信噪比，波形与输入信号相比失真足够低，並具有范围足够宽且在范围内没有明显起伏的频率响应。这一概念大约诞生于20世紀50年代，最初是完全主观而无定量标准，1966年德国标准化学会制定DIN 45500标准为高保真的定量化和产品使用此称谓的技术指标最低限提供了指导。
到21世纪之后，随着电子器件平均性能的提高，集成电路和数字技术的普及，市售的绝大多数廉价设备都能轻易达到20世紀60年代德國標準化學會所规定的最低标准，于是音响爱好者对“高保真”概念赋予了更主观，更严苛的要求。为了追求听感上的些微优越性，一些“发烧友”不惜在器材上投入巨资，比如更换贵金属导线，而带来的提高如用常用的技术指标来形容，有时微不足道，其提高的原理有时也不易用普及性的电物理知识解释，比如发烧友提出金质导线能带来更纯粹的音质，而从物理上说，金材料的电阻率甚至大于铜。于是，对高档“高保真”音响设备音质优越性的论断，一直存在争议，一些人试图证明心理作用的影响，而发明了「AB盲听」等一系列有趣的实验，不过迄今也没有得出确切的结论。一般认为，理解的偏差可能和生理听觉，大脑处理声音的敏感度和未受重视的次要指标有关，也未必尽然是玄学。

## 概述
高傳真音響設備通常包括音源、前級放大器、後級放大器及揚聲器。
音源是为后级输入提供模拟电信号的器材，包括电唱机，光碟機（如蓝光碟，DVD碟，CD碟机）、调谐器（收音头）、数字式磁带录音机（如DAT），模拟式磁带录音机（如开盘机，卡座等）。音源的设计和质量对于音质的影响至关重要。对模拟式音源而言，电源质量，机械精度（转速，抖晃率）、电路布线，器件质量和拾音部分（如磁头，唱针的磨损程度）影响最大。而对于数字式音源，决定因素除上述外，还包括数据量，编码方式，解码器和数字滤波器技术指标，等等。
功率放大器主要是将音源器材输入的较微弱信号进行放大后产生足够大的电流去推动扬声器进行声音的重放。功率放大器的种类有很多，按功能可分为前级与后级；简单来说，前级主要实现电压放大，即把音源输出的微弱信号增幅到功放级输入的线性范围内。后级实现电压和电流的放大，目标为输出足够强大的电流驱动音箱或耳机。放大电路所使用的器件，可以是电子管或者是晶体管，使用电子管制造的功放俗称“胆机”，使用晶体管则俗称“石机”，也可两种元件混合采用；功放按电路设计不同，可以分为甲类功放（又称A类，“线性放大”）、乙类功放（又称B类，“推挽式”）、甲乙类功放（又称AB类）和丁类功放（又称D类，“开关式”或“数字式”功放）。几种电路形式失真程度和效率有很大不同，有专门的文章解释。
音箱是一套音响器材的喉舌，音源软件最终的声音依靠音箱来表现，音响器材重放声的优劣完全靠音箱去表达，因此音箱在音响器材中有着举足轻重的作用。
此外，器材的搭配也非常关键，一般音源和擴大器厂商都会推出一套组合产品。同一系列的产品在整体性能、音色、协调性与外观上能够达到最佳的平衡性。